# Josep Perpinyà i Palau
Josep Perpinyà i Palau va ser alcalde de Sant Just Desvern des del 2004 fins al 2020. És llicenciat en Història Contemporànea, i Màster en Gestió i Administració Públiques i Lideratge de Serveis Públics per ESADE.
El 1991, l'alcalde Ramon López va nomenar-lo cap del gabinet de l'Alcaldia, càrrec que ocupà fins al 1999. Després de les eleccions municipals de 1999, entrà a formar part del govern municipal amb els càrrecs de primer tinent d'alcalde, regidor d'Habitatge, Cultura i Comunicació; i president de les Àrees d'Economia i Serveis Generals i de Serveis a la Persona. A més, fou conseller delegat de l'empresa municipal de l'habitatge, Promunsa. L'abril del 2004 va ser elegit alcalde de Sant Just Desvern, amb els vots favorables dels tres partits de l'equip de govern: ICV, ERC i PSC. Ha renovat el seu mandat com a alcalde d'aquesta població, el 2007, el 2011 i el 2015.i el 2019
El 27 de juliol de 2015, després de les eleccions municipals, va ser escollit nou president del Consell Comarcal del Baix Llobregat. i President del Parc Agrari del Baix Llobregat
Durant el mateix periode va assumir la Vicepresidencia de l'Associació Catalana de Municipis entre els anys 2015 al 2019 i també va ser anomenat membre de la Comissió Executiva del Parc Mediterrani de la Tecnología UPC del 2013 al 2020.
El 28 de novembre de 2020 va dimitir com a alcalde de Sant Just Desvern, passant a substituir-lo al càrrec el primer tinent d’alcalde, Joan Basagañas, també del PSC.